# Piriou (entreprise)
Pour les articles homonymes, voir Piriou.
Piriou est une entreprise de taille intermédiaire française, spécialisée dans la construction et la réparation navales de navires en acier et aluminium jusqu’à 120 mètres.
Basée à Concarneau (Bretagne), en France, elle dispose de plusieurs implantations en Europe, en Afrique, en Asie et dans l’Océan Indien et intervient dans de nombreux domaines tels que la pêche, le remorquage, le transport de passagers et de marchandises, le dragage, la recherche océanographique et l'Action de l'État en mer.
Présidée par Vincent Faujour, elle compte aujourd’hui plus de 1300 collaborateurs dans le monde et a construit plus de 500 bateaux depuis sa création.
Depuis 2013, elle est actionnaire majoritaire de Kership, co-entreprise créée avec Naval Group, leader européen du naval de Défense, et spécialisée dans l’action de l’État en mer.

## Histoire
En 1965, les frères Guy et Michel Piriou créent l’Établissement Piriou Frères à Concarneau. D’abord sollicités pour des travaux de réparation navale, ils gagnent rapidement la confiance de plusieurs armateurs et se lancent dans la construction de navires de pêche. Aux historiques chalutiers viennent progressivement s’ajouter fileyeurs, palangriers, crevettiers et thoniers senneurs.
En parallèle, le chantier, resté dans le giron familial avec Jacques et Pascal Piriou, s’ouvre à d’autres secteurs. Il construit et répare de nombreux navires destinés à l’offshore – pétrolier et éolien – au remorquage, au dragage, à la lutte anti-pollution, au transport de fret et de passagers.
Il enregistre également des commandes pour des navires d’exploration comme le Yersin ou encore celle de l’Astrolabe, un navire polaire de 72 mètres, réalisé en partenariat avec le bureau d’études finlandais Aker Arctic et celle d’un navire hydrographique de 72 m pour la marine Royale marocaine.
Au début des années 1990, le groupe s’internationalise. Piriou crée CNPS (Chantier naval du Pacifique Sud) à Papeete, CNOI (Chantier naval de l’Océan Indien) à l’Île Maurice, West Atlantic Shipyard à Port-Harcourt au Nigeria puis South East Asia Shipyard, devenue depuis Piriou Vietnam à Hô Chi Minh-Ville.
Plus tard il s’implante en Algérie, au Maroc, au Sénégal et en Côte d’Ivoire, et en 2022 aux Seychelles.
L’entreprise s’étend aussi en France avec des sites de réparation à Brest, Lorient, Toulon et depuis 2018, à La Réunion.
Les années 2010 sont l’occasion d’une nouvelle diversification avec la signature de contrats de maintien en condition opérationnelle pour la Marine française.
En 2013, le groupe crée avec DCNS – aujourd’hui Naval Group – la société Kership destinée à la construction de bâtiments moins armés pour l'Action de l'État en mer. Détenue à 55 % par Piriou et 45 % par Naval Group, elle est basée à Concarneau et à Lorient.
En 2018, Kership se voit confier la réalisation de 3 OPV (Offshore Patrol Vessels) pour l’Argentine, puis, en 2020, de 12 chasseurs de mine pour les marines belge et néerlandaise. Pour répondre au mieux à ces commandes, Piriou, qui assure aussi la construction de 3 OPV pour le Sénégal, fait l’acquisition du chantier ATG en Roumanie.
Le groupe s’investit également dans les technologies véliques et hydrogène, et a enregistré les commandes de TOWT, de Windcoop et de Grain de Sail pour laquelle il a construit Grain de Sail II, pour des cargos à voile. Il réalise également, pour Septième continent, un voilier de 42 mètres, Persévérance, qui aura pour mission de ravitailler la plateforme océanographique dérivante Polar Pod, mais aussi une drague à l’hydrogène pour la région Occitanie.

## Chiffres clés 2021
- 280 millions d'euros de chiffre d'affaires
- 1300 collaborateurs

## Dates clés
- 1965 : création des Etablissements Piriou Frères.
- 1972 : livraison du premier navire de pêche construit, le Revenant.
- 1986 : livraison du premier navire de plus de 30 m, le chalutier Garlodic.
- 1989 : livraison du premier thonier de 61 m, le Cap Bojador.
- 1998 : livraison de l’Ulysse, premier navire d'assistance à l'offshore pétrolier.
- 2004 : création de West Atlantic Shipyard à Port Harcourt au Nigeria.
- 2006 : le groupe annonce la construction d'un chantier naval au Viêt Nam.
- 2012 : Piriou enregistre la commande d'un navire de voyage de 76 m.
- 2012 : Piriou enregistre la commande de son premier navire militaire (bâtiment de formation de 44 m), l'Almak.
- 2012 : DCI (Défense Conseil International) et Piriou créent une société conjointe, navOcean.
- 2013 : Piriou et DCNS créent une société conjointe : Kership pour produire les bâtiments multi-missions (B2M).
- 2013 : Piriou et DCNS gagnent le contrat DGA des B2M (BSAOM à partir de janvier 2019)
- 2015 : Piriou et DCNS gagnent le contrat DGA des BSAH[16] (BSAM à partir de janvier 2019)
- 2015 : Piriou enregistre la commande de son premier navire polaire (bâtiment de 72 m), l'Astrolabe avec l'aide du bureau d’études finlandais Aker Arctic.
- 2016 : Piriou obtient la commande du BHO2M pour la Marine Royale Marocaine[5].
- 2017 : Piriou s'implante au Sénégal.
- 2018 : Piriou s'implante à La Réunion
- 2020 : Piriou obtient la commande de 3 OPV de 62 m pour le Sénégal.
- 2020 : Piriou achète le chantier ATG en Roumanie[10].
- 2021 : Piriou gagne le contrat DGA des RP30
- 2022 : Création de Piriou Seychelles[7]